# Ghiacciaio dell'Adamello
Il ghiacciaio dell'Adamello è il più grande ghiacciaio delle Alpi italiane. Si trova per la quasi totalità in Lombardia in alta Val Camonica, con una piccola effluenza in Trentino-Alto Adige (effluenza del Mandrone). Si distende con poca inclinazione tra una quota massima di 3.530 m s.l.m. ed una quota minima di 2.550 m s.l.m.

## Descrizione
Nel catasto del 1961 del Comitato Glaciologico Italiano è suddiviso in 6 unità, denominate rispettivamente Miller Superiore, Corno Salarno, Salarno, Adamello o Pian di Neve, Adamé e Mandrone.
Un tempo considerato un ghiacciaio di tipo scandinavo, oggi viene classificato come altopiano con lingue radiali, ovvero con una massa centrale dalla quale derivano differenti lingue defluenti.
Alla fine del XIX secolo la superficie del ghiacciaio era superiore ai 3000 ettari, mentre negli anni '20 del secolo scorso essa si era ridotta a meno di 2500 ettari. Misurata nel 1997 essa ammontava a 1766 ettari, ridotti ulteriormente a 1630 nel 2007.
Da qualche decennio a questa parte pressoché tutti i ghiacciai dell'Adamello stanno attraversando una fase di ritiro, pagando pegno sia a temperature estive più alte rispetto al passato, sia, e soprattutto, al minore accumulo di neve nei mesi autunnali e invernali (dovuto alla progressiva diminuzione delle precipitazioni, fenomeno che ha colpito in generale tutte le Alpi).
Data la sua collocazione topografica, è alimentato quasi esclusivamente dalle precipitazioni nevose dirette.
Per quanto riguarda i ghiacciai sommitali, la diminuzione di massa ha assottigliato lo spessore del ghiaccio, incrementando la formazione di fessure e crepacci che ne rendono insidiosa la percorrenza; per i ghiacciai vallivi, invece, si sta assistendo a un veloce arretramento dei fronti, nell'ordine di decine di metri ogni anno.
Tra vari altri esempi nel mondo di ghiacciai in arretramento, due immagini del ghiacciaio del Mandrone, riprese in tempi diversi, vengono presentate da Al Gore nel film Una scomoda verità come esempio di scioglimento delle coltri glaciali prodotto dal riscaldamento globale.

## Galleria d'immagini

Immagini storiche
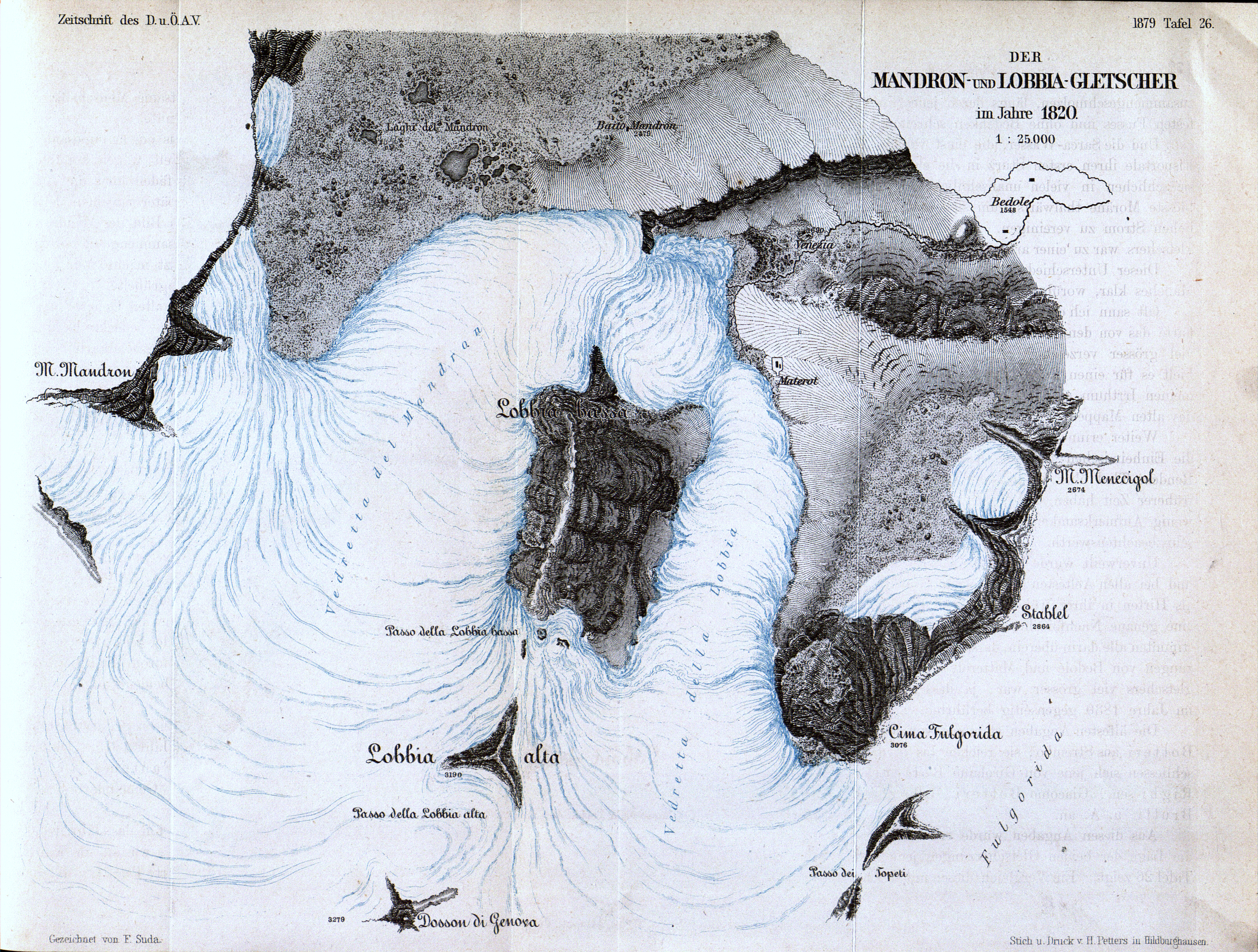
Carta storica del 1820
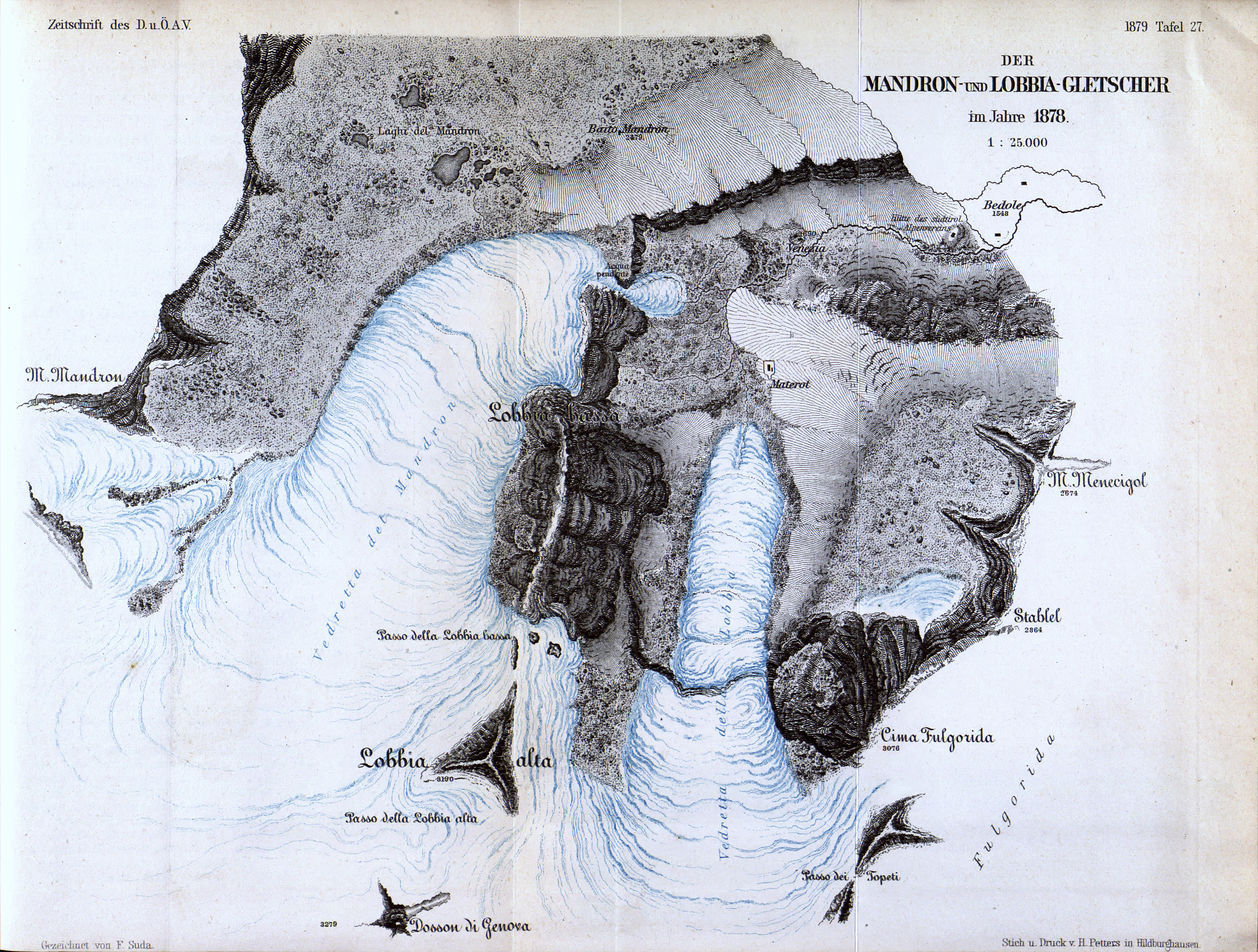
Carta storica del 1878
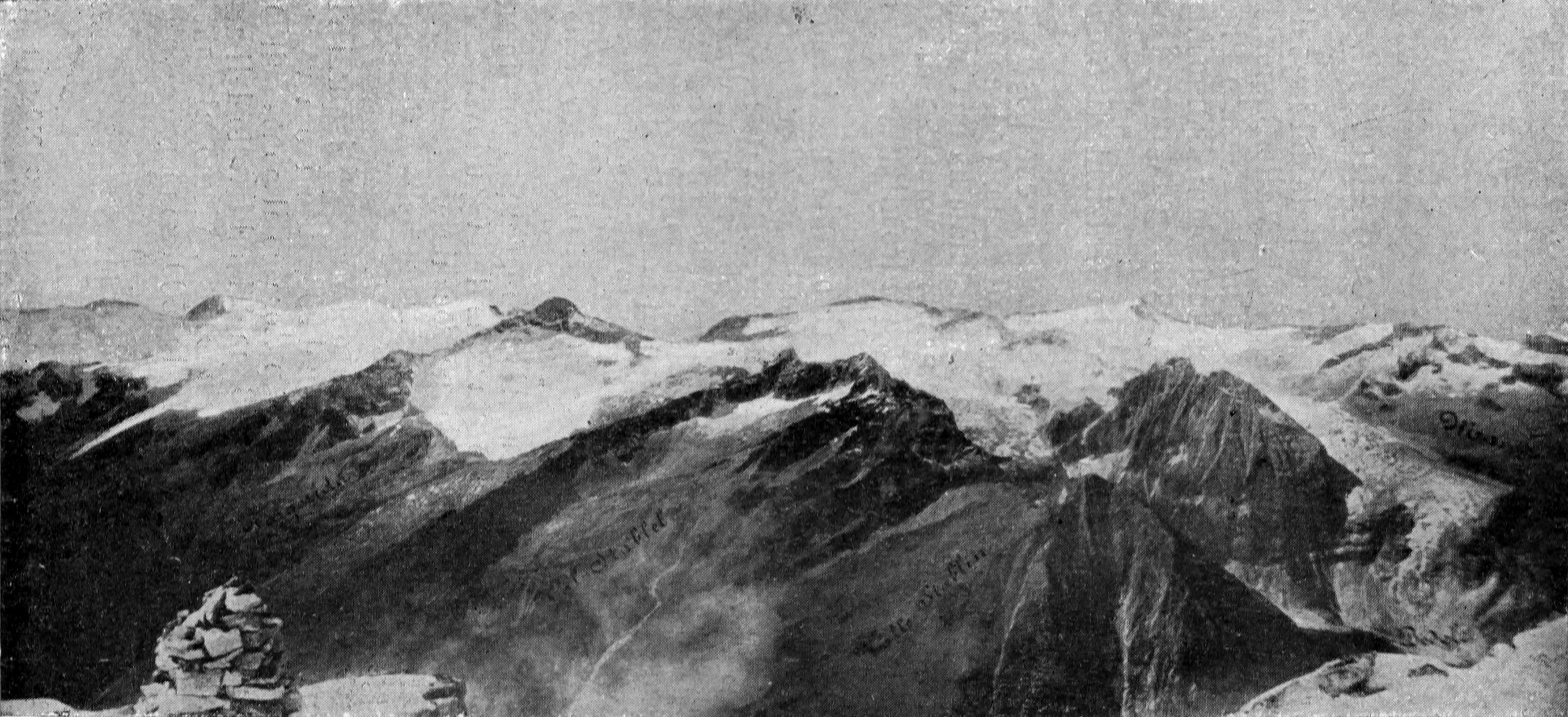
Prima del 1900
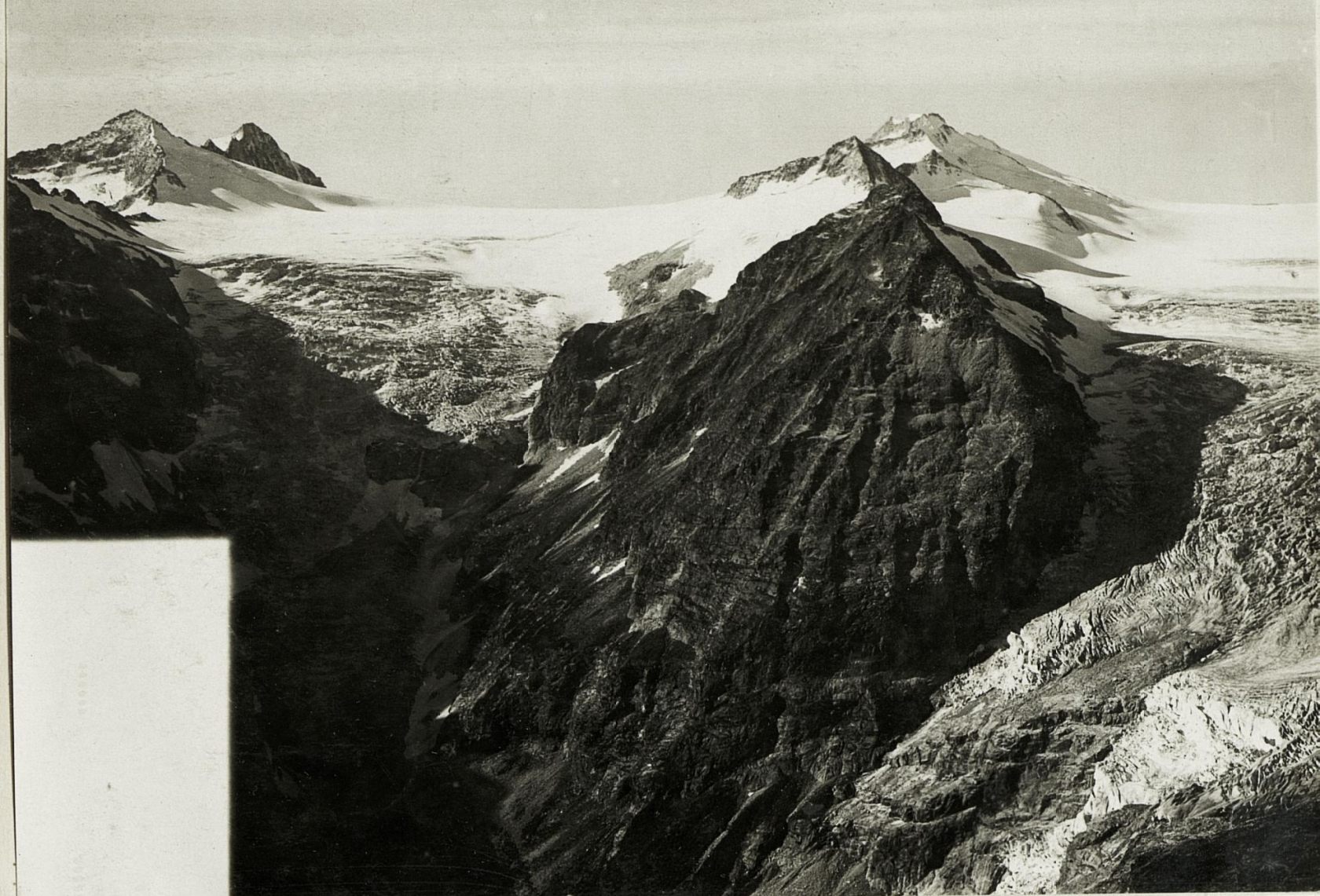
13 Settembre 1917
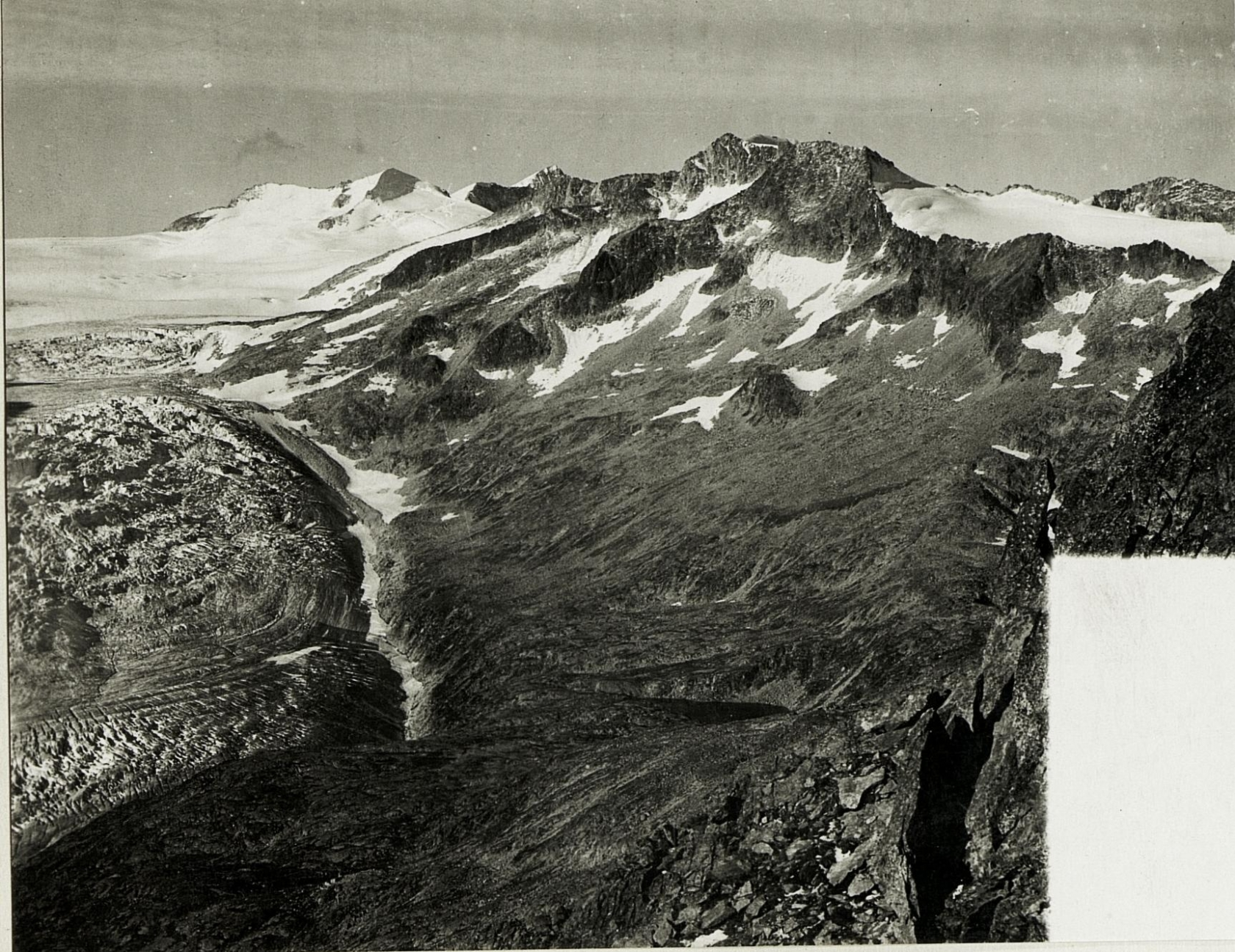
13 Settembre 1917
luglio 1934
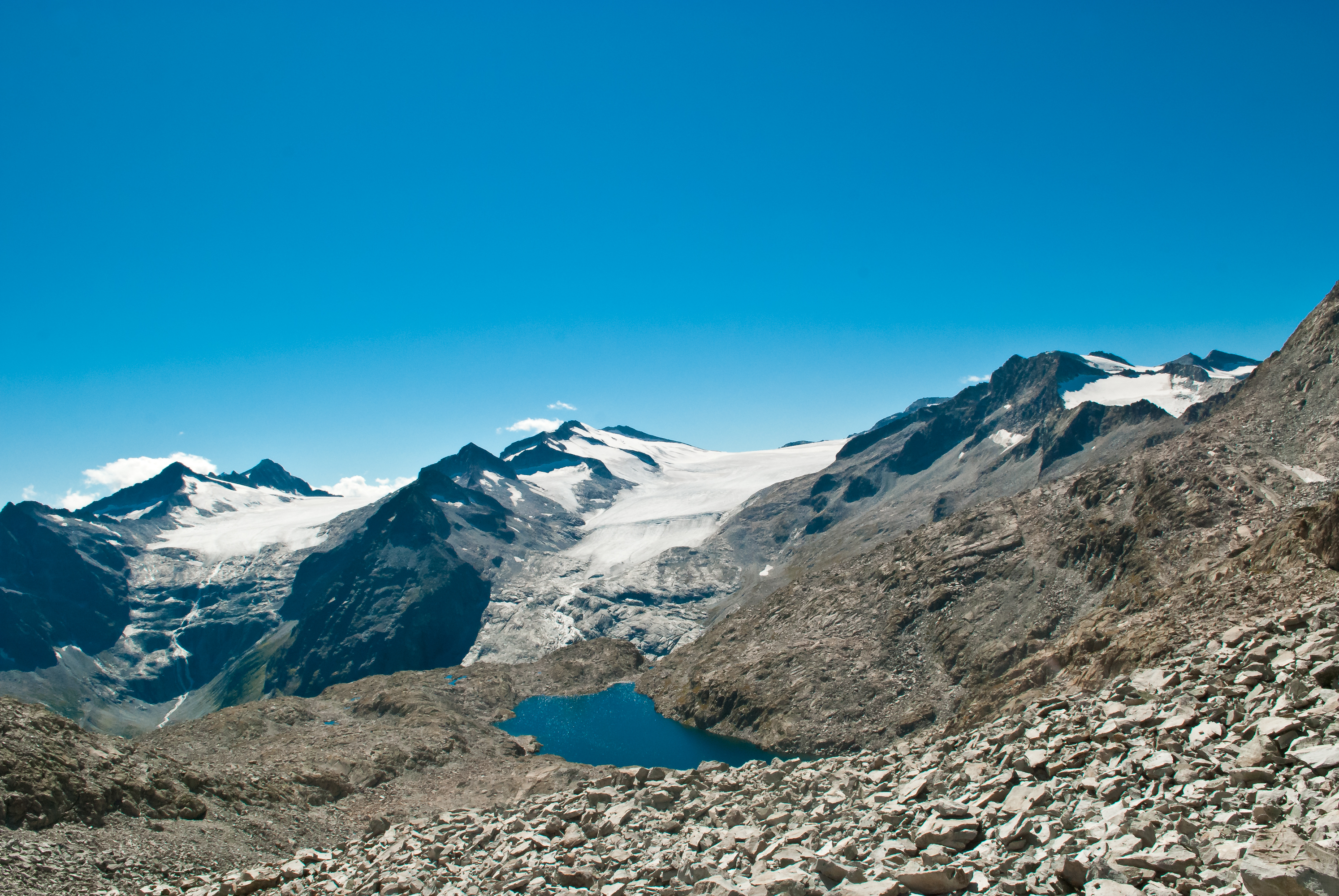
settembre 2011
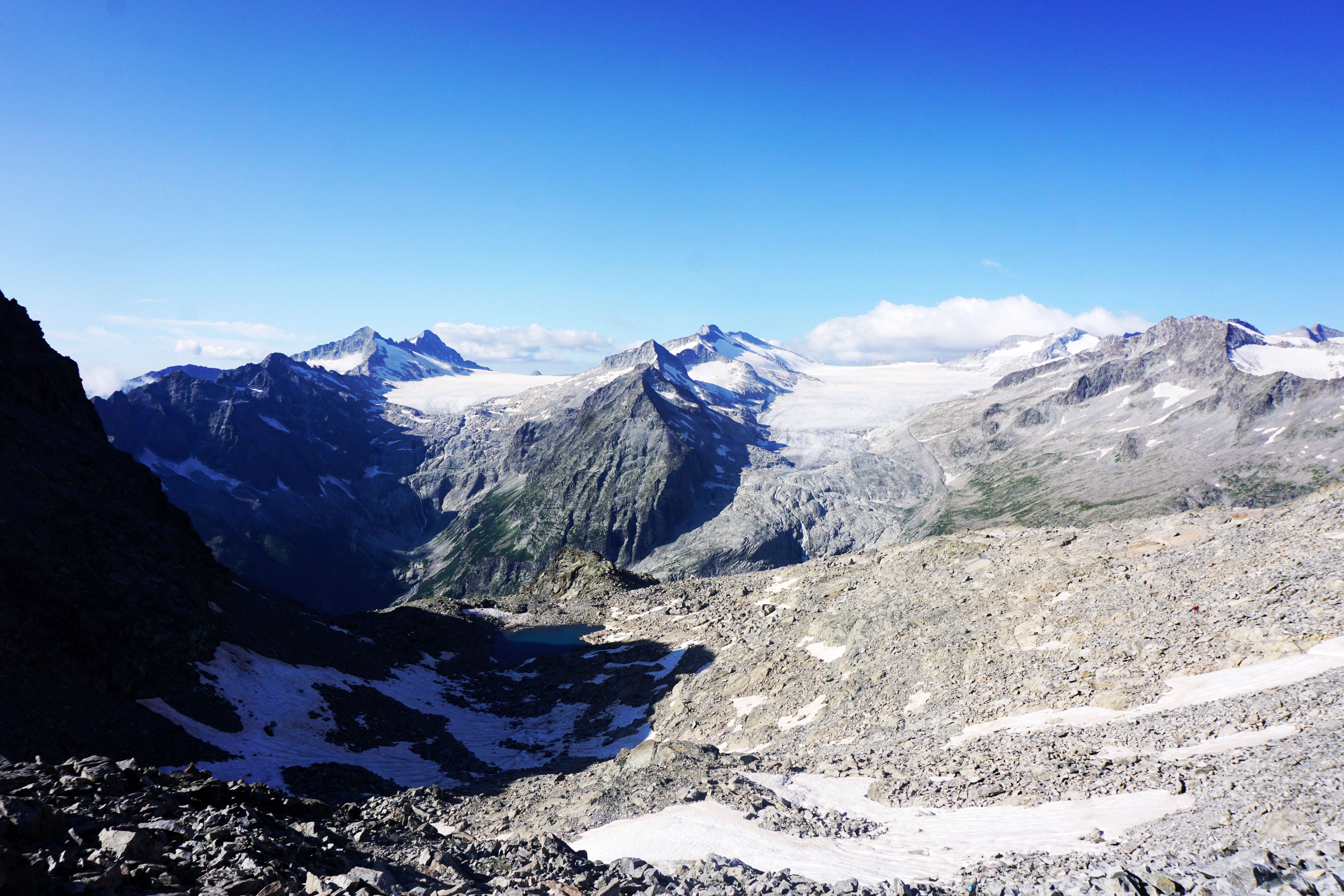
agosto 2019